# Petr Obrovský
Petr Obrovský (* 11. června 1988 Brno) je český novinář a reportér, v letech 2019 až 2022 zahraniční zpravodaj České televize na Slovensku a od července 2022 zahraniční zpravodaj ČT v Bruselu.

## Život
V letech 2007–2010 studoval bakalářský obor Ekonomika a management na Mendelově univerzitě v Brně. Následně absolvoval v letech 2010–2013 obor mediální studia na Fakultě sociálních věd Univerzity Karlovy v Praze (získal titul Mgr.). Vzdělání si doplnil v roce 2011 studiem mediálního oboru na Tamperské univerzitě ve Finsku.
Od roku 2012 pracuje v České televizi. Začínal jako redaktor na webu, pak posílil tým pořadu Newsroom ČT24. Moderoval také zprávy na ČT24, resp. byl reportérem na této stanici. V dubnu 2019 se stal zahraničním zpravodajem ČT na Slovensku, kde vystřídal Lukáše Mathého.
Od července 2022 se pak stal zpravodajem ČT v Bruselu, kde vystřídal Lukáše Dolanského. Ten se začátkem srpna přesunul do Spojeného království. Obrovského v Bratislavě nahradil Jan Šilhan.